# فيوليت داغر
فيوليت داغر ناشطة لبنانية في مجال حقوق الإنسان وتعتبر من أبرز الناشطين العرب في ذلك المجال إضافة للدفاع عن سجناء الرأي في العالم العربي.

## سيرة
ولدت داغر في تنورين، لبنان. تلقت دراستها الجامعية في فرنسا حيث حازت الدكتوراة في علم النفس الاجتماعي ودبلوم دراسات عليا مختصة في علم النفس السريري والباتولوجي من الجامعات الفرنسية التي التحقت بها لاكمال تعليمها بعدما غادرت وطنها الأصل لبنان مع بدء الحرب الأهلية، وكما عملت بالنشاط التطوعي الخيري خلال الحرب، ثم في مجال حقوق الإنسان بعد توقفها، إلى جانب الإنتاج الفكري.

## العمل
رئيس اللجنة العربية لحقوق الإنسان في باريس منذ دورتين. قامت هي ومجموعة مثقفين بتأسيسها، وتعني منظمتهم برصد انتهاكات حقوق الإنسان، ومساندة ذوي الانتهاكات سواءً كانت في النطاق السياسي أو الاجتماعي أو الاقتصادي أو البيئي أو المدني.
إسهاماتها المعرفية والفكرية تنشر علي موقع اللجنة العربية لحقوق الإنسان، حيث تتنوع إسهاماتها بين الكتب والدراسات والمحاضرات والتقارير والمقالات، وتجمع بين المعطيات الميدانية والتحليل.
تنشر معظم إسهاماتها باللغة العربية، وجزء باللغة الفرنسية وترجم منها قسم للغة الإنجليزية.

## مراقبات قضائية
شاركت فيوليت داغر بمهمات مراقبة قضائية في عدة بلدان عربية منها المحاكمات العسكرية التاسعة للإخوان المسلمين، حيث عملت علي مراقبة الكثير من جلساتها، إلا أنه تم منعها من قبل أجهزة الأمن المصرية، اقتحم الأمن المصري غرفتها أحد فنادق القاهرة واستولي علي أوراق تخص مراقبتها للمحاكمة العسكرية التاسعة للإخوان المسلمين.[بحاجة لمصدر]

## مؤلفات
- الديمقراطية وحقوق الإنسان في سوريا
- المرأة والأسرة في المجتمعات العربية
- اللاجئون الفلسطينيون في لبنان
- الحق بالصحة [3]
- موسوعة الإمعان في حقوق الإنسان
- التعذيب في العالم العربي
- سلامة النفس والجسد.
- الهجرة.. إشكاليات وتحديات[4]

## وصلات خارجية
- موقع اللجنة العربية لحقوق الإنسان
- مقالات لفيوليت داغر - موقع الحوار المتمدن.
- الموقع الرسمي لهيثم مناع
- فيوليت داغر، المعرفة، الجزيرة نت، 22 مارس 2009
- عودة اللاجئين العراقيين، برنامج منبر الجزيرة، 2008
- في قضية الإخوان المسلمين المحالين أمام المحكمة العسكرية - فيوليت داغر، اللجنة العربية لحقوق الإنسان